# Напружено-деформований стан масиву ґрунту

Рис. 1. Фази напружено-деформованого стану ґрунту:
Рстр – структурна міцність; пРкр – початковий критичний тиск;
гРкр – граничний критичний тиск; R – розрахунковий опір ґрунту;
0 – фаза пружної роботи; I – фаза ущільнення; II – фаза зрушень; III – фаза випирань; 1 – основа в дограничному стані; 2 – зони зрушень; 3 – лінії ковзання; 4 – зони випору

Напружено-деформований стан масиву ґрунту

## Загальний опис
Під дією власної ваги і зовнішніх навантажень у ґрунтовому масиві формується складний напружено-деформований стан (НДС), який може трансформуватися у просторі і в часі залежно від початкових і граничних умов, властивостей ґрунтів, що складають масив тощо.
Рорізняють природний, початковий (після дії зовнішнього навантаження), проміжний, або нестабілізований, та стабілізований напружено-деформований стан масиву ґрунту.
Основними задачами розрахунку напружень у будівельних ґрунтах є: 
-	визначення напружень по підошві фундаментів споруд, а також по поверхні взаємодії конструкцій з масивами ґрунту – так званих контактних напружень;
-	визначення напружень у масиві ґрунту під дією місцевого навантаження в умовах як просторової, так і площинної задач;
-	визначення напружень у масиві ґрунту під дією власної ваги, що має назву природного тиску.
Характер розподілу контактних напружень залежить від жорсткості, форми і розмірів фундаменту споруди і від жорсткості (підатливості) ґрунтів основи.
Розподіл напружень в основі великою мірою залежить від форми фундаменту в плані. Оскільки в промисловому і цивільному будівництві зазвичай використовуються стрічкові, прямокутні або круглі фундаменти, основне практичне значення має розрахунок напружень для випадків плоскої, просторової і вісесиметричної задач.
Точне визначення початкового напруженого стану масиву ґрунтів є складною задачею, пов’язаною з необхідністю врахування багатьох факторів. Дотепер придатного для інженерних розрахунків рішення цього завдання ще не отримано. Тому на практиці зазвичай користуються досить спрощеним уявленням про те, що природні напруження в масиві ґрунтів визначаються тільки силами гравітації, формуючись під дією власної ваги. При цьому вважається, що всі деформації масиву від власної ваги ґрунту вже припинилися і напруги повністю стабілізувалися.
Виділяються наступні фази напружено-деформованого стану ґрунту: 0 – фаза пружних деформацій; I – фаза ущільнення; II – фаза зсувів; III – фаза випору (рис. ).

## Фази напружено-деформованого стану ґрунту

### Фаза пружних деформацій
Фаза пружних деформацій характеризується рівнем напружень у скелеті ґрунту, що не перевищує міцність структурних зв’язків між мінеральними частинками ґрунту або, що те саме – структурної міцності ґрунту. Деформації ґрунту в цій фазі оборотні і є дуже малими, оскільки обумовлені стисливістю мінеральних часток. Рівень напружень, що відповідає кінцю цієї фази, має назву, «структурна міцність ґрунту» (Рстр) і зазвичай не перевищує 5–10 % допустимих тисків на ґрунт.

### Фаза ущільнення
Фаза ущільнення відповідає рівням напружень у ґрунті, в діапазоні яких процес його деформування задовільно підлягає закону ущільнення Терцагі. Лінійна залежність між деформаціями і напруженнями в цій фазі є необоротною. За розвантаження штампа з діапазону тисків, що відповідає фазі ущільнення, ґрунт деформується за лінійною залежністю, яка не збігається з вектором навантаження. За повного розвантаження штампа має місце незворотне (пластичне) осідання ґрунту, що відповідає нульовим напруженням по підошві. Повторне навантаження штампа до рівня напружень перед розвантаженням відбувається за графіком, що збігається із графіком розвантаження.
Навантаження, що перевищує цей рівень, відбувається за законом первинного навантаження. Таким чином, закон ущільнення Терцагі встановлює лінійну залежність між напругою і сумою пружної і пластичної деформацій ґрунту. Зазначена особливість закону ущільнення формулюється як принцип лінійної деформованості: за простого навантаження ґрунту в фазі його ущільнення сума пружної і пластичної деформацій лінійно залежить від діючої напруги. Коефіцієнтом пропорційності в цій лінійній залежності є модуль деформації ґрунту Е, названий так для розрізнення з модулем пружності, що характеризує деформацію пружного тіла. Модуль пружності ґрунту Еа визначається за графіком розвантаження і є коефіцієнтом пропорційності між пружною деформацією ґрунту і діючою напругою. Модуль деформації використовується в статичних розрахунках, а модуль пружності – в динамічних розрахунках ґрунтових основ.

### Фаза зсувів
Фаза зсувів характеризує початок утворення в ґрунті зон граничної рівноваги.
Зоною граничної рівноваги в ґрунті називають геометричне місце точок, в яких не задовольняються умови міцності Кулона–Мора. Спочатку ці зони утворюються по краях штампа, де має місце концентрація напруг. Руйнування ґрунту супроводжується великими зсувними деформаціями, що знайшло відображення в назві цієї фази – «напружено-деформований стан ґрунту». Ущільнення ґрунту в цій фазі практично не відбувається. Ґрунт вважається нестисливим, а коефіцієнт Пуассона в цій фазі є близьким до 0,5. Тиск на ґрунт, що відповідає початку фази зсувів, називають початковим критичним тиском – пРкр.

### Фаза випору
Фаза випору є наслідком розвитку фази зсувів в області ґрунтового масиву, що є основою штампа з утворенням поверхонь ковзання, що відокремлюють основу штампа від ґрунтового масиву, який залягає нижче. Внаслідок цього просадки штампа відбуваються без збільшення навантаження за рахунок переміщення ґрунту основи з-під штампа по площинах ковзання та з виходом на поверхню грунтового масиву. При цьому навколо штампа відбувається здіймання (випору) ґрунту, що знайшло відображення в назві цієї фази. Безпосередньо під штампом у фазі випору утворюється конічна переущільнена зона, яка називається ядром жорсткості. Міцність цієї зони обумовлена бічними тисками навколишнього ґрунту, що знаходиться в стані пластичної течії, коли коефіцієнт бокового тиску в ґрунті у стані пластичної течії тяжіє до одиниці. Таким чином, жорстке ядро знаходиться (до вичерпання несучої здатності основи) у стані компресійного стиснення, яке є близьким до тривісного стиснення, що і визначає його високу міцність. У зонах пластичної течії недоущільнені ґрунти отримують додаткове ущільнення, а переущільнені – разущільнюються. Це явище називається дилатансією. Тиск, за яким настає фаза випору, має назву граничного критичного тиску – прРкр.
Під час визначення напружень у масиві ґрунту використовуються закони механіки для пружного суцільного тіла, що дозволяє розглядати і вирішувати будь-які завдання визначення напружено-деформованого стану цього масиву.
Рівняння теорії пружності можуть бути застосовані до ґрунтів із певними обмеженнями:
– закон Гука в загальному випадку не можна застосувати, тому що у ґрунтах виникають значні залишкові деформації;
– лінійний зв'язок між напруженнями і загальними деформаціями є справедливим лише в певних межах;
– рівняння теорії пружності є справедливими тільки для масиву ґрунту, в якому відсутні області граничної рівноваги;
– рівняння теорії лінійно-деформованих тіл можна використовувати лише за одноразового навантаження основи;

Розподіл напружень у точках всередині ґрунтового масиву:
σz – вертикальна нормальна напруга; σy – горизонтальна нормальна напруга, що діє у напрямі осі у; σx – горизонтальна нормальна напруга, що діє у напрямі осі x; τxy, τyx – дотичні напруги, що діють по гранях, паралельних осі z (τxy=τyx); τzx, τxz – однакові між собою дотичні напруги, що діють по гранях, па-ралельних осі y (τzx=τxz); τyz, τzy – однакові між собою дотичні напруги, що діють по гранях, паралельних осі x (τyz=τzy)

– рівняння теорії лінійно-деформованих тіл відповідають початковому (непорушеному) і кінцевому (стабілізованому) статичному станам ґрунту і визначають повні напруги в скелеті ґрунту під дією зовнішніх сил.

## Напружений стан ґрунтового масиву в певній точці
Напружено-деформований стан у точці ґрунтового масиву визначається нормальними і дотичними напруженнями , лінійними  і кутовими деформаціями та переміщеннями (u, v, w). На майданчиках, де дотичні напруження дорівнюють нулю, діють головні нормальні напруги.
Для вивчення розподілу напружень у будь-якій точці всередині ґрунтового масиву в ній зазвичай виділяють тригранну призму і розглядають умови її рівноваги. Ця призма повинна мати малі поперечні розміри, порівняно з розмірами масиву ґрунту, що дозволяє вважати її нескінченно малою, під час розгляду напруження в точці (рис. 2).
З іншого боку, ці розміри повинні бути досить великими, порівняно з розмірами окремих частинок ґрунту. При цьому їх неоднорідність не впливатиме на властивості ґрунту, що дозволяє застосовувати для визначення пружних параметрів теорію напружень.
По бічних гранях виділеної призми будуть діяти нормальні і дотичні напруження. Величина цих напружень буде змінюватися під час зміни положення бічних граней призми. У кожній точці існують два такі взаємно перпендикулярні майданчики, на яких дотичні напруження дорівнюють нулю. Ці майданчики називаються головними майданчиками, а діючі в них нормальні напруження – головними напруженнями .